# Stadion Każymukana Mungajtpasuly w Szymkencie
Stadion Każymukana Mungajtpasuly – wielofunkcyjny stadion w Szymkencie, w Kazachstanie. Swoje mecze rozgrywa na nim drużyna Ordabasy Szymkent. 
Nosi imię kazachskiego zapaśnika, Każymukana Mungajtpasuly. Został wybudowany w 1969 roku, a w roku 2006 przeszedł renowację. W zależności od źródeł, obiekt może pomieścić 20 000 lub 37 000 widzów (w 2023 tygodnik Piłka Nożna stwierdził, że Kazachowie podali, że na stadionie jest 20.000 miejsc siedzących).